# Серија А 2012/13.
Серија А 2012–13 (позната као Серија А ТИМ због спонзора) je осамдесет и прва сезона првенства Италије у фудбалу и трећа од њене организације под комитетом лиге, одвојено од Серије Б. Сезона је почела 25. августа 2012. и завршена је 19. маја 2013. Јувентус је био бранилац титуле. Укупно 20 тимова је учествовало у лиги, са 17 тимова из сезоне 2011–12 и три промовисане екипе из Серије Б. Као и претходних година, Нике је обезбедио званичну лопту за све утакмице.